# Thomas von Weissenfluh
Thomas von Weissenfluh (8 de marzo de 1951) es un deportista suizo que compitió en remo. Ganó dos medallas en el Campeonato Mundial de Remo, oro en 1978 y bronce en 1979.

## Palmarés internacional
| Campeonato Mundial | Campeonato Mundial     | Campeonato Mundial | Campeonato Mundial        |
| Año                | Lugar                  | Medalla            | Prueba                    |
| ------------------ | ---------------------- | ------------------ | ------------------------- |
| 1978               | Copenhague (Dinamarca) | Medalla de oro     | Cuatro sin timonel ligero |
| 1979               | Bled (Yugoslavia)      | Medalla de bronce  | Cuatro sin timonel ligero |